# Landschaftsschutzgebiet Grünland nördlich und östlich des Heideknipp

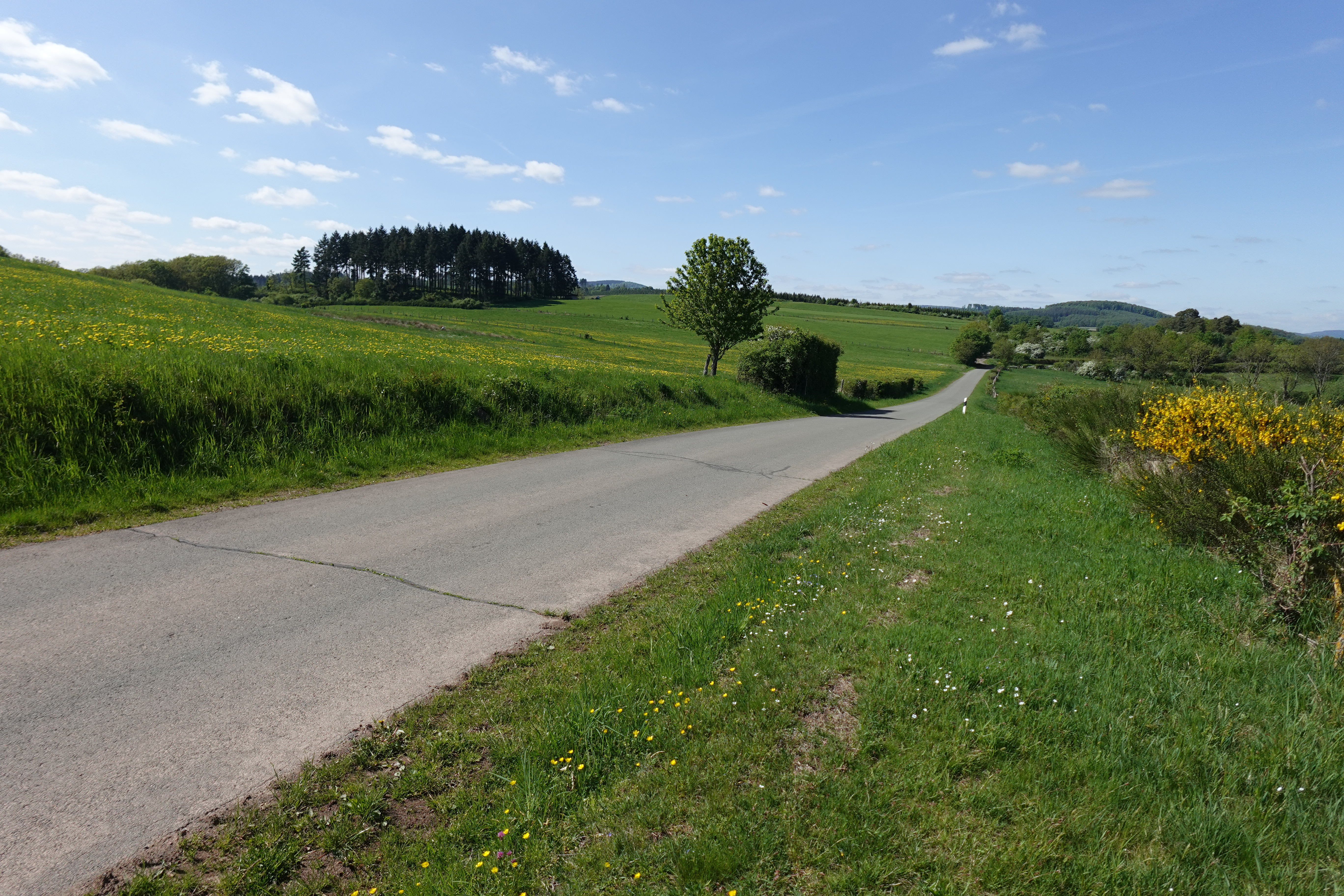
Landschaftsschutzgebiet Grünland nördlich und östlich des Heideknipp

Das Landschaftsschutzgebiet Grünland nördlich und östlich des Heideknipp mit 41,2 ha Größe liegt nördlich von Braunshausen im Stadtgebiet von Hallenberg. Das Gebiet wurde am 15. September 2004 mit dem Landschaftsplan Hallenberg durch den Hochsauerlandkreis als Landschaftsschutzgebiet (LSG) ausgewiesen. Das LSG wird vom Naturschutzgebiet Biotopkomplex südöstlich der Vogelshöhe in eine größere und eine kleinere Teilfläche getrennt.

## Beschreibung
Im Landschaftsschutzgebiet liegen fast nur Grünlandflächen. Im LSG brütet der Neuntöter.
Das Grünland nördlich und östlich des Heideknipp wurde als eines von 21 Landschaftsplangebieten vom Typ C, Wiesentäler und ornithologisch bedeutsames Offenland, ausgewiesen. Im Landschaftsplangebiet Hallenberg gibt es auch das Landschaftsschutzgebiet Hallenberger Waldlandschaft vom LSG Typ A, Allgemeiner Landschaftsschutz, wo unter anderem das Errichten von Bauten verboten ist. Ferner das Landschaftsschutzgebiet Hallenberger Hügelland vom LSG Typ B, Ortsrandlagen und Landschaftscharakter, wo zusätzlich Erstaufforstungen und auch die Neuanlage von Weihnachtsbaumkulturen, Schmuckreisig- und Baumschulkulturen verboten sind. Wie in den anderen 20 Landschaftsschutzgebieten vom Typ C im Landschaftsplangebiet Hallenberg besteht im LSG Magergrünland südlich Hallenberg zusätzlich ein Umwandlungsverbot von Grünland und Grünlandbrachen in Acker oder andere Nutzungsformen. Eine maximal zweijährige Ackernutzung innerhalb von zwölf Jahren ist erlaubt, falls damit die Erneuerung der Grasnarbe vorbereitet wird. Dies gilt als erweiterter Pflegeumbruch. Beim erweiterten Pflegeumbruch muss ein Mindestabstand von 5 m vom Mittelwasserbett eingehalten werden. Auf Grundlage der Medebacher Vereinbarung besteht vor dem Pflegeumbruch von Grünland eine Beratungspflicht durch die Untere Landschaftsbehörde.

## Schutzzweck
Die Ausweisung erfolgte zur Ergänzung der Naturschutzgebiets-Ausweisung in Talauen um ein Offenlandbiotop-Verbundsystem zu schaffen, damit Tiere und Pflanzen Wanderungs- und Ausbreitungsmöglichkeiten behalten, und dem Erhalt der Vorkommen geschützter Vogelarten sowie dem Schutz artenreicher Pflanzengesellschaften.